# Tanu Weds Manu
Tanu Weds Manu est un film indien réalisé par Aanand L. Rai et produit par Shailesh R Singh, sorti en 2011. 
Il met en vedette Madhavan, Kangana Ranaut et Jimmy Shergill.

## Synopsis
Manoj Sharma, dit "Manu", vit à Londres où il est médecin. Il retourne en Inde pour épouser une Indienne. Le jour de son arrivée, il va à Kanpur rendre visite à ses parents et à son ami Pappi. C'est ainsi qu'il rencontre Tanuja, surnommée Tanu, dont il tombe immédiatement amoureux.

## Fiche technique
- Titre : Tanu Weds Manu
- Titre original en hindi :  तनू वैड्स मनू
- Réalisateur : Aanand L. Rai
- Histoire : Himanshu Sharma
- Musique : Krsna
- Parolier : Rajshekhar
- Chorégraphie : Saroj Khan et Pony Verma
- Direction artistique : Wasiq Khan
- Photographie : Chirantan Das
- Montage : Hemal Kothari
- Production : Vinod Bachchan, Shailesh R. Singhet et Surya Sonal Singh
- Langue : hindi
- Pays d'origine : Inde
- Date de sortie : 25 février 2011
- Format : Couleurs
- Genre : comédie romantique
- Durée : 119 minutes

## Distribution
- Madhavan : Manu Sharma
- Kangana Ranaut : Tanu Trivedi
- Jimmy Shergill : Raja Awasthi
- Deepak Dobriyal : Pappi
- Rajendra Gupta : Mr Trivedi
- K K Raina : Mr Sharma
- Eijaz Khan : Jassi
- Swara Bhaskar : Payal
- Navni Parihar : Mrs. Trivedi

## Réception

### Box Office
Tanu Weds Manu est un succès au box office indien récoltant 185 000 000 roupies dès la première semaine et rapportant 560 000 000 roupies au total[réf. nécessaire].

### Critique
Les critiques sont généralement positives, Tanu Weds Manu étant qualifié de réconfortant et drôle. Cependant certains avis sont plus réservés et regrettent un scénario décousu et conformiste.